# Ouzinkie
Ouzinkie és una població dels Estats Units a l'estat d'Alaska. Segons el cens del 2007 tenia 205 habitants.

## Demografia
Segons el cens del 2000, Ouzinkie tenia 225 habitants, 74 habitatges, i 56 famílies La densitat de població era de 14,4 habitants/km².
Dels 74 habitatges en un 44,6% hi vivien nens de menys de 18 anys, en un 51,4% hi vivien parelles casades, en un 20,3% dones solteres, i en un 24,3% no eren unitats familiars. En el 21,6% dels habitatges hi vivien persones soles el 6,8% de les quals corresponia a persones de 65 anys o més que vivien soles. El nombre mitjà de persones vivint en cada habitatge era de 3,04 i el nombre mitjà de persones que vivien en cada família era de 3,52.
Per edats la població es repartia de la següent manera: un 36,4% tenia menys de 18 anys, un 6,7% entre 18 i 24, un 20,4% entre 25 i 44, un 27,6% de 45 a 60 i un 8,9% 65 anys o més.
L'edat mediana era de 33 anys. Per cada 100 dones hi havia 84,4 homes. Per cada 100 dones de 18 o més anys hi havia 90,7 homes.
La renda mediana per habitatge era de 52.500 $ i la renda mediana per família de 54.375 $. Els homes tenien una renda mediana de 38.333 $ mentre que les dones 45.625 $. La renda per capita de la població era de 19.324 $. Aproximadament el 6,1% de les famílies i el 6% de la població estaven per davall del llindar de pobresa.

## Poblacions més properes
El següent diagrama mostra les poblacions més properes.